# 王云坤
王云坤（1942年12月—），男，江苏溧阳人，中华人民共和国政治人物。

## 生平
1966年，毕业于天津大学无线电系无线电技术专业，后进入吉林化学工业公司工作，从干事升至团委书记。1982年从政，担任吉林市人民政府副市长，次年担任代市长、市长。1986年1月，任吉林省机械电子工业厅厅长。1988年，任吉林省经济体制改革委员会主任；同年改吉林省秘书长。次年再升吉林省人民政府副省长；1992年兼中共长春市委书记。1995年，升任代省长、省长。1998年，改任中共吉林省委书记、省人大常委会主任。2008年，任第十一届全国人大农业与农村委员会副主任、常委。